# 沙尔尼茨
沙尔尼茨是奥地利蒂罗尔州因斯布鲁克兰县的一个市镇。总面积158.77平方公里，总人口1291人，人口密度8.1人/平方公里（2011年）。